# Mateusz Zachara
Mateusz Zachara (Częstochowa, Polonia, 27 de marzo de 1990) es un futbolista polaco que juega de delantero en el Raków Częstochowa en la Ekstraklasa de Polonia. 

## Carrera

### Club
En enero de 2011,  se unió a Górnik Zabrze por un contrato de 3 años y medio.
En julio de 2011,  fue transferido en préstamo a GKS Katowice por un año.
El 21 de enero de 2015, fue contratado por el Henan Jianye con un contrato por 3 años.
En 2016 ficha por el Wisła Cracovia. El 20 de junio de 2017 ficha por el Tondela de la Primeira Liga de Portugal, pero en noviembre del mismo año decide marcharse al Raków Częstochowa de la I Liga de Polonia.

## Clubes
| Club                  | País     | Año         | PJ | Goles |
| --------------------- | -------- | ----------- | -- | ----- |
| Raków II Częstochowa  | Polonia  | 2007        | ?  | ?     |
| Raków Częstochowa     | Polonia  | 2008 - 2010 | 85 | 22    |
| Górnik Zabrze         | Polonia  | 2011 - 2015 | 63 | 20    |
| GKS Katowice (Cedido) | Polonia  | 2011 - 2012 | 29 | 7     |
| Henan Jianye          | China    | 2015 - 2016 | 23 | 4     |
| Wisła Cracovia        | Polonia  | 2016 - 2017 | 27 | 4     |
| Tondela               | Portugal | 2017        | 4  | 0     |
| Raków Częstochowa     | Polonia  | 2017 -      | 13 | 0     |

## Palmarés
I Liga
- - Ganador (1):
    - 2018/19